# Acid Drinkers
Acid Drinkers é uma banda de thrash metal da Polônia formada em 1986.

## Integrantes

### Formação atual
- Tomasz "Titus" Pukacki - vocal, baixo (1986- )
- Darek "Popcorn" Popowicz - guitarra (1986- )
- Robert "Litza" Friedrich - Guitarra, vocal (1986-1998, 2024- )
- Maciej "Ślimak" Starosta - bateria (1989- )

### Ex-membros
- Przemysław "Perła" Wejmann - guitarra (1998 - 2003)
- Tomek "Lipa" Lipnicki - guitarra (2003 - 2004)
- Aleksander "Olass" Mendyk (Falecido) - guitarra (2004 - 2008)
- Wojciech "Jankiel" Moryto - guitarra (2009-2016)
- Łukasz "Dzwon" Cyndzer - guitarra (2017-2024)
- Piotr "Chomik" Kuik - bateria (1986)
- Maciej "Ślepy" Głuchowski - bateria (1986)

## Discografia

### Álbuns de estúdio
- Are You a Rebel? (1990)
- Dirty Money, Dirty Tricks (1991)
- Strip Tease (1992)
- Vile Vicious Vision (1993)
- Fishdick (1994)
- Infernal Connection (1994)
- The State of Mind Report (1996)
- High Proof Cosmic Milk (1998)
- Amazing Atomic Activity (1999)
- Broken Head (2000)
- Acidofilia (2002)
- Rock Is Not Enough... (2004)
- Verses of Steel (2008)
- Fishdick Zwei - The Dick Is Rising Again (2010)
- La Part Du Diable (2012)
- 25 Cents For A Riff (2014)
- Peep Show (2016)
- Ladies and Gentlemen On Acid (2019)

### Álbuns ao vivo
- Varran Strikes Back - Alive !!! (1998)

### Singles
- "3 Version 4 Yonash" (1994)
- "Pump the Plastic Heart" (1996)
- "Walkay to Heaven" (1996)
- "(I Can't Get No) Satisfaction" (1999)

## Videografia
- 15 Screwed Years (2004, DVD)
- The Hand That Rocks the Coffin (2006, DVD)